# Dr. Zyklop
Dr. Zyklop (Originaltitel: Dr. Cyclops) ist ein US-amerikanischer Science-Fiction-Film des Regisseurs Ernest B. Schoedsack aus dem Jahr 1940, der in Technicolor gedreht wurde. Welt-Uraufführung des Films war am 10. April 1940. In Deutschland erschien der Film erstmals am 25. Februar 1978 (in einer Synchronfassung der Berliner Synchron GmbH von 1977) als Fernsehpremiere in der ARD.

## Handlung
Der ältere, hochangesehene Biologe Dr. Bullfinch und seine junge, selbstbewusste Kollegin Dr. Mary Robinson (bzw. Mitchell) werden durch ihre Universitätsleitung zum entlegenen Labor von Dr. Thorkel nach Peru geschickt, der dort im Dschungel biologische Experimente zur Veränderung von Molekülstrukturen durchführt. Ihnen schließen sich noch die Bergbauingenieure Bill Stockton und Steve Baker an. Die Gruppe wird auf ihrer Reise in den peruanischen Dschungel von Thorkels Gehilfen Pedro begleitet. Dr. Thorkel, der sein neues Labor in alten Inkamauern eingerichtet hat, empfängt die unerwarteten Besucher und lässt sie ihre Zelte aufbauen. Bald entdeckt Steve, dass es sich bei von Thorkel zu Tage geförderten Mineralien um sehr radiumhaltige Pechblende handelt. Thorkel bittet die Gruppe, einige Proben unter dem Mikroskop zu analysieren, da sein Sehvermögen auf Grund einer starken Kurzsichtigkeit sehr schwach ist. Nachdem Bill tatsächlich ein für Thorkel offenbar wichtiges Ergebnis liefert, legt er ihnen nahe, möglichst bald abzureisen.
Die Wissenschaftler, insbesondere Dr. Bullfinch, fühlen sich gekränkt und weigern sich zu gehen, da die lange Reise für die Biologen völlig sinnlos war. Zudem ist ihr Forscherinteresse durch den Fund von Knochen eines außerordentlich kleinen Schweines, möglicherweise einer neuen Tierart, geweckt. Sie wollen wissen, worum es bei Thorkels Experimenten geht und schleichen sich ins Labor. Pedro entdeckt sein verschwundenes Pferd Pinto wieder, das auf ein Fünftel seiner Größe geschrumpft ist. Thorkel erwischt die Eindringlinge und ist zunächst sehr wütend. Jedoch zeigt er sich bald umgänglicher und lockt die Gruppe und seinen Gehilfen Pedro unter dem Vorwand, seine Anlage zu erklären, in den Raum mit dem Strahlengenerator. Thorkel sperrt sie ein und bestrahlt die Gefangenen. Als sie den Generator verlassen können, sind alle auf ca. 30 cm geschrumpft. Durch die erfolgreiche Probenanalyse war es Thorkel möglich, einen Fehler bei seinen Strahlungsexperimenten zu vermeiden, der zum baldigen Tod seiner verkleinerten Versuchstiere geführt hatte. Zunächst gibt sich Thorkel als mildtätiger Chef aus und bewahrt die Geschrumpften beispielsweise davor, von einer Katze gefressen zu werden. Doch die hohe Strahlung im Labor hat Thorkels Persönlichkeit geschädigt. Er stellt fest, dass Bullfinch begonnen hat zu wachsen, und tötet ihn kaltblütig, damit nichts von seinen Taten an die Öffentlichkeit gelangen kann. Die vier anderen versuchen durch den Dschungel zu fliehen. Sie werden dabei mit der ihnen riesig erscheinenden Flora und Fauna konfrontiert. Als sie einen Fluss mit einem Kanu überqueren wollen, werden sie von einem Alligator angegriffen.
Thorkel findet die Flüchtigen und tötet Pedro mit einem Gewehrschuss. Um die verbliebenen drei zu töten, legt er Feuer. Mary, Bill und Steve können sich in einer Tasche für Kristallproben verstecken und werden von Thorkel unwissend zum Labor zurückgebracht. Dieser beschäftigt sich mit der Überprüfung eines Apparates, als die drei sich vorbereiten, ihn mit einem Gewehr zu erschießen, wenn er zu Bett geht. Doch Thorkel schläft an seinem Schreibtisch ein. Steve versucht, die Brille des Wissenschaftlers zu stehlen, ohne die er so gut wie blind ist. Doch Thorkel erwacht und will seine geschrumpften Gegner in seinen Erzschacht verfrachten. Dazu klettert er an einem Seil über den Schachteingang. Bill schafft es, das Seil zu zerschneiden – Thorkel stürzt in die Grube. Nach zehn Tagen erlangen Mary, Bill und Steve ihre ursprüngliche Größe zurück und können die Heimreise antreten. In der Schlussszene wird angedeutet, dass Mary und Bill ein Paar geworden sind.

## Hintergrund
| Figur                 | Darsteller      | Deutscher Sprecher       |
| --------------------- | --------------- | ------------------------ |
| Dr. Alexander Thorkel | Albert Dekker   | Horst Schön              |
| Bill Stockton         | Thomas Coley    | Hans-Georg Panczak       |
| Mary Mitchell         | Janice Logan    | Andrea Brix              |
| Steve Baker           | Victor Kilian   | Joachim Kerzel           |
| Dr. Rupert Bullfinch  | Charles Halton  | Friedrich Georg Beckhaus |
| Pedro                 | Frank Yaconelli | Claus Jurichs            |
| Dr. Mendoza           | Paul Fix        |                          |
| Prof. Kendall         | Frank Reicher   | Helmut Heyne             |

Diese Produktion von Paramount Pictures ist einer der 700 Filme, die zwischen 1929 und 1949 gedreht wurden, und deren Fernsehrechte 1958 an Universal Pictures verkauft wurden.
Regisseur Ernest B. Schoedsack drehte nach diesem nur noch einen weiteren Film nach einer neunjährigen Pause. Schoedsack wurde als Schöpfer von King Kong berühmt, dessen Stop-Motion-Tricktechnik mit dem Film King Kong und die weiße Frau (1933) den Durchbruch schaffte. Mit-Produzent, allerdings im Abspann nicht aufgeführt, war Merian C. Cooper, der mit Schoedsack auch bei King Kong und die weiße Frau zusammenarbeitete. Auch der in München geborene Frank Reicher war in diesem Film schon zu sehen, als Kapitän Engelhorn. Für Bill Stockton war Dr. Zyklop das Spielfilm-Debüt.
Für die Ausstattung des Filmes war u. a. der spätere dreifache Oscar-Gewinner Hans Dreier, geboren in Bremen, verantwortlich. Auch die für diesen Film oscarnominierten Effekt-Designer Gordon Jennings und Farciot Edouard, gewannen später in ihren Karrieren den Oscar. Sie konnten zweimal den Oscar zusammen entgegennehmen. Jennings wurde später noch mit zwei, Edouard sogar mit fünf Spezial-Oscars geehrt. An den Spezialeffekten war auch Wallace Kelly beteiligt. Der spätere dreifache Oscar-Preisträger Winton C. Hoch war bei diesem Film Abteilungsleiter für die Kameratechniker.

## Rezeption
Dr. Zyklop erhielt ein gutes Presseecho. So erfasst der US-amerikanische Aggregator Rotten Tomatoes 79 % wohlwollende Besprechungen und ordnet den Film dementsprechend als „Frisch“ ein.
Im AllMovie-Guide fand Hal Erickson lobende Worte für Albert Dekkers „überlebensgroßen“ verrückten Wissenschaftler. Zwar sei der Film zu bunt für echten Grusel, aber die Spezialeffekte durchgehend „herrlich überzeugend“.

„Science-Fiction der liebenswürdig-verschrobenen Art: Trickfilmspezialist Schoedsack der Schöpfer von King Kong inszeniert die naive Gruselgeschichte mit viel Fantasie und einem leichten Anflug von Selbstironie.“

„Dr. Zyklop ist der beste schlechte Film des Jahres, ein Epos der Albernheit und darüber hinaus ein Triumph des Bewegtbildes und der Abteilung für Trick-Effekte, die alle sehr geschmackvoll mit Technicolor kombiniert werden.“

„amüsant-spannende[r] Vorläufer von Liebling, ich habe die Kinder geschrumpft [–] Immer noch sehenswert!“

The Whole Black Hole schrieb: „Dieser Film lebt nicht ausschließlich von der Situation der Schrumpfung seiner Helden […], er verläßt sich auf Parallelen zur Geschichte von Odysseus und Polyphem, die mit viel Witz und Ironie angelegt sind (wie Odysseus den Zyklopen blendet, so zerstören die fünf die Brillengläser des MAD SCIENTIST, der ohne diese nahezu blind ist). […].“
Bei der Oscarverleihung 1941 erhielten Farciot Edouart und Gordon Jennings eine Nominierung in der Kategorie „Beste visuelle Effekte“.
Zu später folgenden Filmen mit dem Thema der Schrumpfung von Menschen gehört etwa Die unglaubliche Geschichte des Mister C. (1957).